# Canadiske arktiske øhav
Det Canadiske arktiske øhav, også kendt som det arktiske øhav, er en øhav der ligger nord for det canadiske kontinentale fastland, undtagen Grønland.
Det ligger i den nordligste ende af Nordamerika og dækker omkring 1.424.500 km² og består af 36.563 øer i det arktiske hav, en stor del af det nordlige Canadas område. Det er det meste af Nunavut, og nordvestlige territorier  og Yukon.

## Historie
De Britiske krav på øerne, de britiske arktiske territorier, var baseret på udforskningen i 1570'erne af Martin Frobisher. Canada havde oprindelig kun suverænitet (1870–80) over ødele, der afvandende Foxe Basin, Hudsonbugten og Hudson-strædet. Canadisk suverænitet over øerne blev oprettet i 1880, da Storbritannien overførte dem til Canada. District of Franklin - etableret i 1895 - omfattede næsten hele øhavet. Distriktet blev opløst ved oprettelsen af Nunavut i 1999. Canada hævder alle vandveje i nordvestpassagen som canadiske indre farvande; dog ser De Forenede Stater og de fleste andre maritime lande disse som internationale farvande. Uenighed om passagens status har fået canadiske myndigheder til at bekymre sig over miljøhåndhævelse, national sikkerhed og generel suverænitet. Øst for Ellesmere Island i Nares-strædet ligger Hans Island, hvis ejerskab i øjeblikket bestrides mellem Canada og Danmark.

## Geografi
Øhavet strækker sig omkring 2.400 km i længderetningen og 1.900 km fra fastlandet til Cape Columbia, det nordligste punkt på Ellesmere Island. Det grænser mod vest til Beauforthavet; mod nordvest til ishavet; mod øst til Grønland, Baffin Bay og Davisstrædet, og mod syd til Hudsonbugten og det canadiske fastland. De forskellige øer er adskilt fra hinanden og det kontinentale fastland af en række vandveje kollektivt kendt som nordvestpassagen. To store halvøer, Boothia og Melville strækker sig nordpå fra fastlandet.
Øhavet består af 36.563 øer, hvoraf 94 er klassificeret som større øer, der er større end 130 km² og dækker et samlet areal på 1.400.000 km². Øerne i skærgården over 10.000 km² efter areal i faldende rækkefølge:
| Navn                   | Sted*  | Areal       | Område rang | Område rang | Indb. (2001) |
| Navn                   | Sted*  | Areal       | Verden      | Canada      | Indb. (2001) |
| ---------------------- | ------ | ----------- | ----------- | ----------- | ------------ |
| Baffin Island          | NU     | 507.451 km² | 5           | 1           | 9,563        |
| Victoria Island        | NT, NU | 217.291 km² | 8           | 2           | 1.707        |
| Ellesmere Island       | NU     | 196.236 km² | 10          | 3           | 168          |
| Banks Island           | NT     | 70.028 km²  | 24          | 5           | 114          |
| Devon Island           | NU     | 55.247 km²  | 27          | 6           | 0            |
| Axel Heiberg Island    | NU     | 43.178 km²  | 32          | 7           | 0            |
| Melville Island        | NT, NU | 42.149 km²  | 33          | 8           | 0            |
| Southampton Island     | NU     | 41.214 km²  | 34          | 9           | 718          |
| Prince of Wales Island | NU     | 33.339 km²  | 40          | 10          | 0            |
| Somerset Island        | NU     | 24.786 km²  | 46          | 12          | 0            |
| Bathurst Island        | NU     | 16.042 km²  | 54          | 13          | 0            |
| Prince Patrick Island  | NT     | 15.848 km²  | 55          | 14          | 0            |
| King William Island    | NU     | 13.111 km²  | 61          | 15          | 1279         |
| Ellef Ringnes Island   | NU     | 11.295 km²  | 69          | 16          | 0            |
| Bylot Island           | NU     | 11.067 km²  | 72          | 17          | 0            |

* NT = Northwest Territories, NU = Nunavut
Efter Grønland er øhavet verdens største højarktiske landområde. Klimaet på øerne er arktisk, og terrænet består af tundra undtagen i bjergrige regioner. De fleste af øerne er ubeboede; menneskelig bosættelse er ekstremt sparsom og spredt, og består primært af kystnære Inuit bosættelser på de sydlige øer.